# چشمه، پاکستان
چشمه (به انگلیسی: Chashma) یک روستا در پاکستان است که در پنجاب واقع شده‌است.